# استان شرناق
استان شرناق یا شرناخ (به ترکی Şırnak ili، به کردی Parêzgeha Şirnexê) نام یکی از استان‌های ترکیه است که مرکز آن هم شهر شرناق است.
استان شرناق در جنوب خاوری آناتولی واقع شده و ۳۵۳٬۱۹۷ نفر جمعیت دارد (آمار ۲۰۰۰).
اکثریت مردم این استان کردتبارند گویا نام اصلی آن از " شهر نوح " گرفته شده که با توجه به جا به جایی تلفظ حرف /ح/ به /خ/ در زبان ترکی محتمل به نظر می‌رسد.<.
ملای جزیری شاعر کرد کرمانجی سده ۱۶ در این منطقه به‌دنیا آمده‌است.
الجزری دانشمند بزرگ کرد که متعلق به دوران طلایی اسلام است نیز در شهر الجزیره که در این استان است به دنیا آمده است.

## شهرستان‌ها

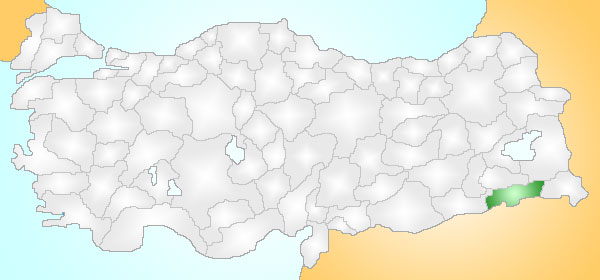
محل استان شرناق.

- بیت‌الشباب Beytüşşebap
- جزیره Cizre
- گوچلوکوناک Güçlükonak
- ایدیل İdil
- سیلوپی Silopi
- شرناق Şırnak
- اولودره Uludere